# 1981年の日本公開映画
- 映画 > 映画の一覧 > 年度別日本公開映画 > 1981年の日本公開映画
- 映画 > 1981年の映画 > 1981年の日本公開映画

1981年の日本公開映画（1981ねんのにほんこうかいえいが）では、1981年（昭和56年）1月1日から同年12月31日までに日本で商業公開された映画の一覧を記載。作品名の右の丸括弧内は製作国を示す。
記載の凡例については年度別日本公開映画#凡例を参照

## 作品一覧
日本映画だけで482作品に上る。
日本映画製作者連盟は、同年12月1日の「第26回映画の日」から、毎年同日に限り、映画館の入場料金を1,000円均一とする割引を施行し始めた。
(1,000円均一になったのはかなり後の筈、この頃は半額で700円とかなのでは？)

### 1月
- 10日
  - マッド・フィンガーズ ( アメリカ合衆国)
  - 地獄の謝肉祭 ( イタリア/ スペイン)
- 15日
  - 青春の門 ( 日本)
  - スターダスト・メモリー ( アメリカ合衆国)
- 17日
  - 最前線物語 ( アメリカ合衆国)
  - ピラミッド ( アメリカ合衆国)
- 24日
  - イエスタディ ( カナダ アメリカ合衆国)
  - 夢・夢のあと ( 日本)
  - クルージング ( アメリカ合衆国)
  - ナイト・ゲーム ( アメリカ合衆国)
  - 太陽のエトランゼ ( アメリカ合衆国)
- 30日
  - 泥の河 ( 日本)
- 31日
  - ある日どこかで ( アメリカ合衆国)
  - ダーティファイター 燃えよ鉄拳 ( アメリカ合衆国)
  - チャンス ( アメリカ合衆国)
  - ラフ・カット ( アメリカ合衆国)

### 2月
- 7日
  - マイ・ボディガード ( アメリカ合衆国)
  - マッドストーン ( オーストラリア)
- 11日
  - 帰ってきた若大将 ( 日本)
  - 青春グラフィティ スニーカーぶる〜す ( 日本)
  - ウディ・アレンの誰でも知りたがっているくせにちょっと聞きにくいSEXのすべてについて教えましょう ( アメリカ合衆国)
  - 他人の眼 ( アメリカ合衆国)
- 14日
  - 子どものころ戦争があった ( 日本)
  - ヤンクス ( アメリカ合衆国)
  - レイジング・ブル ( アメリカ合衆国)
- 21日
  - ザナドゥ ( アメリカ合衆国)
  - フラッシュ・ゴードン ( アメリカ合衆国)
  - 海よお前が　帆船日本丸の青春 ( 日本)
  - 太陽のきずあと ( 日本)
  - 少林寺木人拳 ( イギリス領香港)
- 28日
  - グロリア ( アメリカ合衆国)

### 3月
- 7日
  - ブルース・ブラザース ( アメリカ合衆国)
  - 普通の人々 ( アメリカ合衆国)
  - ある結婚の風景 ( スウェーデン)
  - スローなブギにしてくれ ( 日本)
- 14日
  - 月光仮面 ( 日本)
  - ええじゃないか ( 日本)
  - 機動戦士ガンダム（ 日本)
  - ドラえもん のび太の宇宙開拓史 ( 日本)
  - 怪物くん 怪物ランドへの招待 ( 日本)
  - 宇宙戦艦ヤマト 新たなる旅立ち ( 日本)
  - おじゃまんが山田くん ( 日本)
  - ユニコ ( 日本)
  - キティとミミィのあたらしいかさ ( 日本)
  - 東映まんがまつり
    - 世界名作童話 白鳥の湖 ( 日本)
    - 仮面ライダースーパー1 ( 日本)
    - タイムパトロール隊オタスケマン ( 日本)
    - 一休さん 春だ!やんちゃ姫 ( 日本)

  - フーリング ( アメリカ合衆国)
  - トランザム7000VS激突パトカー軍団 ( アメリカ合衆国)
- 21日
  - 悪魔と姫ぎみ ( 日本)
  - ヤングマスター 師弟出馬 ( イギリス領香港)
- 28日
  - アッシイたちの街 ( 日本)
  - 戦争の犬たち ( アメリカ合衆国)

### 4月
- 4日
  - 宇宙の7人 ( アメリカ合衆国)
  - 名探偵ベンジー ( アメリカ合衆国)
  - 殺しのドレス ( アメリカ合衆国)
- 11日
  - 仕掛人梅安 ( 日本)
  - ちゃんばらグラフィティー 斬る ( 日本)
  - じゃりン子チエ ( 日本・アニメ)
  - フリテンくん ( 日本・アニメ)
- 18日
  - コンペティション ( アメリカ合衆国)
  - スフィンクス ( アメリカ合衆国)
  - ジャズ・シンガー ( アメリカ合衆国)
  - チェスをする人 ( インド)
- 25日
  - ヨコハマBJブルース ( 日本)
  - アリゲーター ( アメリカ合衆国)
  - アルタード・ステーツ/未知への挑戦 ( アメリカ合衆国)
  - 王者の道　マルホランド・ラン ( アメリカ合衆国)
  - プライベート・ベンジャミン ( アメリカ合衆国)
- 26日
  - 青葉学園物語 ( 日本)
- 29日
  - ダンプ渡り鳥 ( 日本)

### 5月
- 4日
  - 9時から5時まで ( アメリカ合衆国)
- 9日
  - 炎のごとく ( 日本)
- 15日
  - もっと激しくもっとつよく ( 日本)
- 16日
  - プライベイトレッスン ( アメリカ合衆国)
  - Mr.レディMr.マダム2 ( フランス/ イタリア)
  - 砂漠のライオン ( リビア/ アメリカ合衆国)
  - 夕暮れにベルが鳴る ( アメリカ合衆国)
  - ホテル ( イタリア/ 西ドイツ)
- 23日
  - なんとなく、クリスタル ( 日本)
  - 魔性の夏 ( 日本)
  - エレファントマン ( アメリカ合衆国)
  - オーメン/最後の闘争 ( アメリカ合衆国)
  - ニューヨーク1997 ( アメリカ合衆国)
- 30日
  - ジャンク2 ( アメリカ合衆国)

### 6月
- 6日
  - 魔界転生 ( 日本)
  - 漂流 ( 日本)
  - LOVEシーズン ( アメリカ合衆国)
  - 歌え!ロレッタ愛のために ( アメリカ合衆国)
  - ハウリング ( アメリカ合衆国)
  - ザ・クラッカー/真夜中のアウトロー ( アメリカ合衆国)
- 13日
  - 宇宙空母ギャラクティカ サイロン・アタック ( アメリカ合衆国)
  - 0086笑いの番号 ( アメリカ合衆国)
  - ナイトホークス ( アメリカ合衆国)
  - リトルチャンピオン ( 日本)
- 20日
  - ゾンゲリア ( アメリカ合衆国)
  - ファンハウス　惨劇の館 ( アメリカ合衆国)
  - 死亡の塔 ( イギリス領香港)
- 27日
  - スーパーマンII 冒険篇 ( アメリカ合衆国)
  - アメリカの伯父さん ( フランス)

### 7月
- 4日
  - あしたのジョー2 ( 日本)
  - 007 ユア・アイズ・オンリー ( イギリス/ アメリカ合衆国)
  - グローイングアップ3/恋のチューインガム ( イスラエル)
  - クリスタル殺人事件 ( アメリカ合衆国/ イギリス)

- 11日
  - ねらわれた学園 ( 日本)
  - ブルージーンズメモリー BLUE JEANS MEMORY ( 日本)
  - 機動戦士ガンダムII 哀・戦士篇 ( 日本)
  - ポパイ ( アメリカ合衆国)
- 18日
  - キャプテン ( 日本)
  - シリウスの伝説 ( 日本)
  - 東映まんがまつり
    - 太陽戦隊サンバルカン ( 日本)
    - 101匹わんちゃん大行進 ( アメリカ合衆国)
    - ミッキーマウスとドナルドダック ( アメリカ合衆国)
    - Dr.スランプ アラレちゃん ハロー!不思議島 ( 日本)

  - ホラー・ワールド ( アメリカ合衆国)
- 21日
  - 裸の大将放浪記 山下清物語 ( 日本)
  - グリックの冒険 ( 日本)
- 25日
  - アウトランド ( アメリカ合衆国)

### 8月
- 1日
  - さよなら銀河鉄道999　アンドロメダ終着駅 ( 日本)
  - ドラえもん ぼく、桃太郎のなんなのさ ( 日本)
  - 21エモン 宇宙へいらっしゃい ( 日本)
  - 皆殺しの天使 ( メキシコ)
  - ビリティアナ ( スペイン)
- 7日
  - ラブレター ( 日本)
- 8日
  - 吼えろ鉄拳 ( 日本)
  - 野菊の墓 ( 日本)
  - 男はつらいよ 浪花の恋の寅次郎 ( 日本)
  - 連合艦隊 ( 日本)
  - 俺とあいつの物語 ( 日本)
  - スター・クレイジー ( アメリカ合衆国)
  - ラスト・レター ( アメリカ合衆国)
- 21日
  - 陽炎座 ( 日本)
- 22日
  - デビルスピーク ( アメリカ合衆国)
- 29日
  - 無力の王 ( 日本)
  - THIS IS ELVIS ( アメリカ合衆国)
  - バーニング ( アメリカ合衆国)

### 9月
- 5日
  - サンフランシスコ物語 ( アメリカ合衆国)
  - アメリカン・バイオレンス ( アメリカ合衆国)
- 12日
  - 北斎漫画 ( 日本)
  - ガキ帝国 悪たれ戦争 ( 日本)
  - の・ようなもの ( 日本)[注釈 1]
  - 獣たちの熱い眠り ( 日本)
  - 白日夢 ( 日本)
  - 13日の金曜日 PART2 ( アメリカ合衆国)
  - イレイザーヘッド ( アメリカ合衆国)
  - 血のバレンタイン ( カナダ)
- 15日
  - ウルフェン ( アメリカ合衆国)
- 19日
  - 日本フィルハーモニー物語 炎の第五楽章  ( 日本)
  - そして誰もいなくなった（ イタリア、 西ドイツ、 フランス、 スペイン、 イギリス）[2]
- 23日
  - スキャナーズ ( カナダ)
- 26日
  - 天国の門 ( アメリカ合衆国)
  - マノン ( 日本)

### 10月
- 3日
  - 悪霊島 ( 日本)
  - 蔵の中 ( 日本)
- 10日
  - 愛と哀しみのボレロ ( フランス)
  - 秋のソナタ ( スウェーデン)
  - アパッチ砦・ブロンクス ( アメリカ合衆国)
  - アモーレの鐘 ( 日本)
  - エクスカリバー ( アメリカ合衆国)
  - おかしなおかしな石器人 ( アメリカ合衆国)
  - 幸福 ( 日本)
  - とりたての輝き ( 日本)
  - 夏の別れ ( 日本)
- 17日
  - 典子は、今 ( 日本)
  - 針の眼 ( アメリカ合衆国)
  - プロムナイト ( カナダ)
- 23日
  - 嗚呼!おんなたち 猥歌 ( 日本)
- 24日
  - 遠雷 ( 日本)
- 31日
  - ストーカー ( ソビエト連邦)
  - 昔みたい ( アメリカ合衆国)
  - ムッシュとマドモアゼル ( フランス)
  - リリー・マルレーン ( 西ドイツ)

### 11月
- 5日
  - 罪物語 ( ポーランド)
- 7日
  - 駅 STATION ( 日本)
  - 上海異人娼館 チャイナ・ドール ( フランス/ 日本)
  - 日本の熱い日々 謀殺・下山事件 ( 日本)
  - ぶっちぎり 横浜銀蝿 ( 日本)
  - 冒険者カミカゼ -ADVENTURER KAMIKAZE- ( 日本)
- 14日
  - 恐るべき訪問者 ( アメリカ合衆国)
- 21日
  - 祖国のために ( ソビエト連邦/ フランス)
- 28日
  - まんが 花の係長 ( 日本)
  - マンザイ太閤記 ( 日本)
  - 郵便配達は二度ベルを鳴らす ( アメリカ合衆国)

### 12月
- 4日
  - 闇のカーニバル ( 日本)
- 5日
  - 西風 ( 日本)
  - シャッフル ( 日本)
  - レイダース/失われたアーク《聖櫃》 ( アメリカ合衆国)
- 11日
  - ジェラシー ( イギリス)
- 12日
  - ミスター・アーサー ( アメリカ合衆国)
  - 勝利への脱出 ( アメリカ合衆国)
  - エンドレス・ラブ ( アメリカ合衆国)
  - 類猿人ターザン ( アメリカ合衆国)
- 19日
  - 燃える勇者 ( 日本)
  - セーラー服と機関銃 ( 日本)
  - 風の歌を聴け ( 日本)
  - 近頃なぜかチャールストン ( 日本)
  - 宇宙戦士バルディオス ( 日本)
  - キャノンボール ( アメリカ合衆国)
  - 恋のジーンズ大作戦 ( アメリカ合衆国)
  - ビアンカの大冒険 ( アメリカ合衆国)
  - タイタンの戦い ( アメリカ合衆国)
  - マッドマックス2 ( オーストラリア)
  - 世代 ( ポーランド)
  - 女の都 ( イタリア/ フランス)
- 20日
  - すっかり…その気で! ( 日本)
  - グッドラックLOVE ( 日本)
- 28日
  - 男はつらいよ 寅次郎紙風船 ( 日本)
  - シュンマオ物語 タオタオ ( 日本)